# Villa Gabrielli (Marino)
Villa Gabrielli è un complesso barocco situato nel comune di Marino, nella regione dei Castelli Romani, oggi noto anche con il nome di Villa Sara. La proprietà, già agricola, sorge in posizione dominante tra le falesie lungo la via dei Laghi e i contrafforti del Lago Albano (Monte Crescenzio). Essa include il casino nobile, le scuderie, il casino di caccia, la cappella e altri edifici minori.

## Storia e descrizione
La proprietà era originariamente costituita dai poderi Spinabella e Campofattore, di cui sussistono le coloniche, e fu unificata tra la fine del secolo XVII e gli inizi del secolo XVIII dal marchese Angelo Gabrielli seniore, esperto di economia agricola, che intese qui realizzare un’azienda agricola modello.
Il casino nobile presenta facciate austere, ispirate a un tardo barocco, che contrastano con la raffinata decorazione degli interni, tra cui spiccano numerosi cicli di affreschi murali. Questi, tra i più complessi della regione romana, celebrano la vita agreste e la vita domestica, e includono numerosi ritratti di membri della famiglia Gabrielli. Ispirati al rococò francese, furono commessi intorno al 1760 dal marchese Angelo Gabrielli iuniore (1719 – 1774), dal 1762 anche 1º principe di Prossedi.
Degne di nota sono anche le scuderie, scenograficamente realizzate in faccia al casino nobile, notevole esempio di architettura tardo barocca. 
La villa ebbe un periodo di splendore agli inizi del XIX secolo, quando la famiglia Gabrielli usava soggiornarvi durante l’estate. Vi risiedettero a lungo il cardinal Giulio (1748 – 1822), segretario di Stato di Pio VII, che vi morì; il principe Pietro (1746 – 1824), maire aggiunto (vice-sindaco) di Roma durante il periodo francese, che qui intratteneva le élite napoleoniche; e numerosi membri della famiglia Bonaparte: Luciano, padre di Carlotta Bonaparte Gabrielli; Giuseppe, zio della precedente e nonno di Augusta Bonaparte Gabrielli; il cardinal Luciano; e infine l’imperatrice Eugenia in visita privata.
Agli inizi del XX secolo la villa fu venduta dal principe Placido Gabrielli a Ludovico Capri, sindaco di Marino, che la trasmise al figlio Luigi Capri Cruciani, Senatore del Regno; quest'ultimo la ribattezzò Villa Sara in onore della moglie, Sara Falconi.
Alla fine degli anni ’50 la villa fu venduta dagli eredi Capri Cruciani al produttore cinematografico Carlo Ponti, che volle realizzarvi la casa più bella del mondo per la moglie, l’attrice Sophia Loren. I coniugi Ponti intrapresero importanti lavori di ristrutturazione, che inclusero la costruzione di una piscina tra il casino nobile e le scuderie, trasformate in lussuosa dépendance. Non meno importanti furono i lavori di arredamento, improntati, questi ultimi, all’opulenza e ad un fasto ostentato. 
Negli anni ’60 la villa ospitò numerose celebrità del mondo del cinema italiano e internazionale. La “dolce vita” della villa durante la proprietà Ponti fu documentata nel 1964 da un servizio della rivista americana Life realizzato dal celebre fotografo Alfred Eisenstaedt. In quegli anni la villa servì anche come location per numerose pellicole, tra cui Dolci inganni di Alberto Lattuada (1960) e La noia di Damiano Damiani (1963).
Carlo Ponti e Sophia Loren abitarono nella villa fino al 1977, quando si trasferirono negli Stati Uniti. La villa cadde in un progressivo abbandono ma restò di loro proprietà fino al 2003, quando fu ceduta al diplomatico sanmarinese Giacomo Maria Ugolini. Attualmente è di proprietà di Antonio Angelucci.
La villa è sottoposta a tutela monumentale da parte del Ministero per i beni e le attività culturali e per il turismo.